# Ross Granville Harrison
Ross Granville Harrison, född 13 januari 1870, död 30 september 1959, var en amerikansk zoolog.
Harrison blev 1907 professor i jämförande anatomi vid Yaleuniversitetet. Han var känd för sina odlingar av embryonala vävnader i lymfa utanför kroppen. Harrisons övriga forskning behandlade däggdjursembryologi, transplantation och regeneration.
Harrison var ledamot av National Academy of Sciences och utländsk ledamot av Royal Society. Han invaldes 1938 som utländsk ledamot av svenska Kungliga Vetenskapsakademin och var även utländsk ledamot av Kungliga Vetenskaps-Societeten i Uppsala (invald 1935) samt Fysiografiska Sällskapet i Lund (invald 1923).